# Mikuláš Mlynárčik
Mikuláš Mlynárčik (ur. 6 grudnia 1894 w Tatrzańskiej Kotlinie, zm. 1977) – słowacki działacz turystyczny, taternik i instruktor narciarstwa.
Mlynárčik był jednym ze współzałożycieli klubu taternickiego JAMES, który powstał w 1921 roku. W latach 1925–1926 był pierwszym prezesem tegoż klubu. Od ok. 1923 roku zajmował się także szkoleniem młodych adeptów taternictwa – prowadził kursy wspinaczkowe w Tatrach.